# Говоров Пилип Парамонович
Пилип Парамонович Говоров (нар. 22 листопада 1948, с. Муравлівка, Ізмаїльський район, Одеська область) — український науковець, енергетик, доктор технічних наук (2001 р.), професор (2002 р.), академік (1992 р.), засновник наукової школи з електропостачання та освітлення міст (1992 р.), організатор першої в Україні міжнародної науково-технічної конференції з фізичних та технічних проблем світлотехніки і електроенергетики (2002 р.), організатор випуску і головний редактор єдиного в Україні міжнародного науково-технічного світлотехнічного фахового журналу «Світлотехніка та електроенергетика» (2002 р.), організатор проведення наукового семінару НАН України з фізичних проблем енергетики за проблемою «Оптимізація систем електропостачання та освітлення міст» (2003 р.). Від 2005 року П. П. Говоров — головний редактор єдиного в Україні науково-виробничого журналу «Світло-LUX», а від вересня 2007 року — професор кафедри світлотехніки та джерел світла Харківський національний університет міського господарства імені О. М. Бекетова.

## Біографія
Народився Пилип Парамонович 22 листопада 1948 року у с. Муравлівка Ізмаїльського району Одеської області в робочій сім'ї. Батько — Парамон Дмитрович — найвідоміший в Бессарабії автомобіліст. Мати — Говорова Домна Автономівна — домогосподарка.
1955—1963 роки — навчання в початковій семирічній школі, яку закінчив з відзнакою.
1963—1966 роки — навчання в середній школі-інтернаті в болгарському селищі Суворов — райцентрі Ізмаїльської області.
1966—1971 роки — студент Одеського політехнічного інституту (тепер Національний університет «Одеська політехніка») за спеціальністю «Електропостачання промислових підприємств, міст та сільського господарства».
1966—1971 роки — брав участь у роботі студентських будівельних загонів «Політехнік».
Червень 1971 року — захищає диплом про вищу освіту за темою: «Електропостачання тролейбусного маршруту № 1 „Залізничний вокзал — Шуменський житловий масив“ в м. Херсоні».
Жовтень 1971 року — після закінчення інституту прийнятий за направленням Міністерства хімічної промисловості СРСР інженером з електронагляду до відділу головного енергетика Виробничого об'єднання (ВО) «Хімпром», м. Суми.
Січень 1973 року — прийнятий на роботу до служби ліній електропередач та підстанцій на підприємство електромереж, м. Ізмаїл.
Листопад 1974 року — прийнятий на посаду головного інженера підприємства «Міськсвітло», м. Ізмаїл.
Січень 1975 року — прийнятий на посаду головного енергетика міжколгоспного шляхобудівельного управління (м. Ізмаїл).
Липень 1975 року — зарахований на посаду старшого наукового співробітника кафедри загальної електротехніки Сумської філії ХПІ (тепер Національний технічний університет «Харківський політехнічний інститут») з відривом від виробництва.
Грудень 1979 року — зарахований до аспірантури ХПІ.
1982 року захищає кандидатську дисертацію за темою: «Режими роботи та параметри вольтододавальних трансформаторів з тиристорним керуванням» у Ленінградському політехнічному інституті.
Грудень 1982 року — зарахований за направленням Міносвіти УРСР на посаду асистента кафедри електричних машин та апаратів Українського заочного політехнічного інституту (тепер Українська інженерно-педагогічна академія).
Вересень 1988 року — зарахований на посаду доцента кафедри електропостачання міст Харківського інституту інженерів комунального будівництва (тепер Харківський національний університет міського господарства імені О. М. Бекетова).
Жовтень 1992 року — обраний академіком-секретарем відділення «Енергетика та ресурсозбереження» Академії наук вищої освіти України.
Жовтень 1995 року — зарахований до докторантури Харківської державної академії міського господарства (тепер Харківський національний університет міського господарства імені О. М. Бекетова) за спеціальністю 05.14.02 — Електричні станції (електрична частина), мережі, електроенергетичні системи та управління ними.
Жовтень 1998 року — прийнятий на посаду доцента кафедри електропостачання міст після закінчення докторантури Харківської державної академії міського господарства.
2001 року — захищає докторську дисертацію за темою: «Керування режимами розподільних електричних мереж міст на основі гнучких систем» у Національному університеті «Львівська політехніка».
Січень 2001 року — обраний академіком та керівником відділення «Енергетика та ресурсозбереження» Академії наук вищої освіти України.
Грудень 2001 року — переведений на посаду професора кафедри електропостачання міст Харківської державної академії міського господарства.
Січень 2002 року — обраний керівником Харківського регіонального відділення АН ВОУ та заступником керівника Східного наукового центру Академії наук вищої освіти України.
2002 року — присвоєно вчене звання професора.
2002—2007 роки — завідувач кафедри світлотехніки та джерел світла Харківської державної академії міського господарства (від 2003 року — Харківська національна академія міського господарства).
Серпень 2004 року — обраний віце-президентом Академії наук вищої освіти України, керівником секції технічних наук.
Червень 2006 року — призначений на посаду керівника центру енергоефективних технологій Харківської національної академії міського господарства (тепер Харківський національний університет міського господарства імені О. М. Бекетова).
2007 року — президент Українського комітету освітлення.
Від вересня 2007 року — професор кафедри світлотехніки та джерел світла Харківської національної академії міського господарства.
2008 року — член Міжнародної комісії з освітлення.
Грудень 2012 року — обраний дійсним академіком Академії наук Республіки Сербської.
Грудень 2013 року — обраний керівником Східного наукового центру Академії наук вищої освіти України.
Від 2014 року — член Державної Атестаційної комісії Міністерства освіти і науки України.
Від 2015 року — член Наукової ради Міністерства освіти і науки України.
Травень 2017 року — призначений керівником спеціалізованої ради Харківського національного університету міського господарства імені О. М. Бекетова зі спеціальності «05.14.02. Електричні станції, мережі та системи».
Серпень 2017 року — призначений гарантом програми підготовки (Phd) у Харківському національному університеті міського господарства імені О. М. Бекетова зі спеціальності «1.41. «Електроенергетика, електротехніка та електромеханіка».

## Педагогічна та організаторська діяльність
Понад чотири десятиліття П. П. Говоров займається підготовкою інженерних та науково-педагогічних кадрів для енергетичної та світлотехнічної галузей. Під його керівництвом захищені дипломні, магістерські, кандидатські роботи. Слухачами його лекцій є студенти, аспіранти, докторанти і викладачі університету. Учні Пилипа Парамоновича успішно працюють в університетах, установах, приватних фірмах та на підприємствах України, ближнього та дальнього зарубіжжя. Багато з них стали відомими фахівцями, кандидатами або докторами наук. Серед них: к. т. н., доц. НТУ «ХПІ» О. М. Довгалюк, к. т. н., доц. кафедри електропостачання та електроспоживання міст ХНУМГ ім. О. М. Бекетова В. О. Перепечений, технічний директор АК «Харківобленерго» О. І. Ганус, директор комунального підприємства (КП) «Лісічанськміськсвітло» А. С. Лісний, директор КП «Краснодонміськсвітло» А. М. Нехлюдов, керівник КП «Київміськсвітло» В. М. Баранов, заст. директора АК «Одесаобленерго» В. М. Хлестов, керівники служб АК «Одесаобленерго» Д. М. Каравайський, С. Г. Зав'ялов, В. М. Мартинов, технічний директор «Лісічанськтеплоенерго» С. А. Лісний, міністр енергетики Йорданії Абу-си-си Дірір Муса, міністр енергетики Республіки Гвінея М. Діало, керівники вищого рангу (О. І. Ганус, В. В. Момот) тощо.
На посаді завідувача кафедри світлотехніки та джерел світла Пилип Парамонович багато зробив для забезпечення широких зв'язків кафедри зі світлотехнічними організаціями, оснащення навчальних лабораторій сучасним обладнанням, організації підготовки на кафедрі висококваліфікованих інженерних та наукових кадрів. Ним була піднята на більш високий рівень робота аспірантури, кадрова та навчально-методична робота, організовано проведення науково-технічних конференцій, семінарів та випуск науково-технічних журналів «Світло-LUX» (голова редакційної ради), «Світлотехніка та електроенергетика» (засновник і головний редактор).
П. П. Говоров викладає такі дисципліни для студентів: «Електричні мережі», «Мистецтво та технології освітлення», «Світловий дизайн архітектурного середовища», «Теорія автоматичного керування», «Електричні станції», «Релейний захист техніки високої напруги»; для аспірантів (Phd): «Автоматизація керування режимами електричних мереж», «Оптимізація режимів електронних мереж», «Інноваційні технології в енергетиці», «Якість в електричній енергії в мережах».

## Наукова діяльність
Наукові інтереси Пилипа Парамоновича характеризуються широким колом питань у галузі оптимізації режимів і параметрів систем електропостачання та освітлення міст. Йому вдалося вперше поєднати дві, здавалося б розрізнені, галузі — світлотехніку та електроенергетику, і на цій основі створити новий напрямок в науці і техніці — світлоенергетику, науку про біоенергетичні процеси у світлотехнічних системах, як сукупність світлотехнічних та електротехнічних пристроїв, поєднаних в єдину біотехнічну систему. Його дослідження процесів у таких системах доводять можливість врахування соціально-економічних та екологічних наслідків діяльності людини та оптимізації процесів у системах електропостачання та освітлення за комплексними соціально-економічними та екологічними критеріями. Ним вперше визначено вплив спотворень, що вносяться розрядними лампами, на параметри та режими електричних мереж.
П. П. Говоров визначив природу реактивної потужності розрядних ламп, розробив наукові основи, методи й технічні засоби компенсації реактивної потужності в освітлювальних електричних мережах. Під його керівництвом розроблено парадигму автоматичного керування режимами роботи освітлювальних електричних мереж, яка враховує світлокольорову дію на тваринний і рослинний світ. Розроблена комплексна програма по вирощуванню овочів в умовах закритого ґрунту, яка виконувалася за участю відомого фахівця з сільськогосподарських наук, академіка О. С. Болотських та фахівців з енергетики та світлотехніки. Реалізація програми забезпечила економію сотень млн. кВт/год електроенергії та підвищення продуктивності вирощування овочів на 30–40 %.
Він розробив парадигму автоматичного керування режимами роботи систем електропостачання та освітлення міст, сукупність методів і технічних засобів, що забезпечують керування режимами їх роботи в умовах невизначеності параметрів і режимів у просторовому та часовому вимірах. Пилип Парамонович встановив низький рівень кореляції графіків напруги та реактивної потужності в міських електричних мережах і розробив науково-методичні засади автоматичного керування режимами роботи за цих умов.
П. П. Говоров розробив та організував виробництво серії багатофункціональних пристроїв на основі вольтододавальних трансформаторів, адаптованих для параметрів мереж та режимів їх роботи. Сьогодні ці пристрої випускаються підприємствами Харкова та Києва й успішно працюють у системах електропостачання та освітлення міст України, Росії, Білорусії, Молдови тощо. У цій галузі Пилипом Парамоновичем виконано більше ста розробок. Серед них:
- універсальний колекторний мікродвигун для побутових електричних приладів;
- безколекторний двигун постійного струму;
- регулятор потужності для установок зовнішнього освітлення;
- багатофункціональний перетворювач напруги;
- тиристорний контактор для установок зовнішнього освітлення;
- пристрій автоматичного управління променем електронно-променевої зварювальної установки.

Професор П. П. Говоров у 2007 році створив Український комітет освітлення і був обраний його президентом. Від 2008 року  — член Міжнародної комісії з освітлення.
Із 2014 року під його керівництвом виконуються держбюджетні НДР: «Розробка методів та технічних засобів автоматичного керування режимами міських електричних мереж», «Комплексна оптимізація режимів систем тепло-, електропостачання та освітлення об'єктів соціально-культурного призначення».
Розроблені ним пристрої для автоматизованого керування режимами освітлювальних електричних мереж (тиристорні контактори, регулятори напруги, стабілізатори напруги, багатофункціональні пристрої керування режимами мереж тощо) дають реальну економію мільярдів кіловат-годин електроенергії та мільйонів штук освітлювальних ламп. В умовах дефіциту енергетичних та матеріальних ресурсів — це вагомий персональний внесок П. П. Говорова у розбудову України, підтримку її незалежності й економічної та енергетичної безпеки, розвиток її науки і техніки.
Вплив на формування Пилипа Парамоновича як науковця справили професори В. П. Толкунов, К. П. Власов, В. В. Зорін, С. Ф. Артюх, І. Г. Шелепов та інші. Ними було створено середовище і всі умови для його творчого розвитку. У 1982 році П. П. Говоров під керівництвом професора В. П. Толкунова достроково захищає кандидатську дисертацію за темою: «Режими роботи та параметри вольтододавальних трансформаторів з тиристорним керуванням» в Ленінградському політехнічному інституті (кафедри К. С. Демірчана та В. В. Фетісова). Після захисту дисертації Пилип Парамонович працює на кафедрі електричних машин та апаратів Українського заочного політехнічного інституту та продовжує дослідження за тематикою вольтододавальних трансформаторів.
У 1988 році П. П. Говоров переводиться до Харківського інституту комунального будівництва на посаду доцента кафедри електропостачання міст, де співпрацює з відомими фахівцями з енергетики та електротехніки: професором К. П. Власовим, доцентом В. І. Полосухіним, професором К. К. Намітоковим, професором В. В. Науманом та іншими. Успішно продовжує дослідження на замовлення акціонерної компанії (АК) «Харківобленерго», ВО «Союзсвітло», ВО «ХЕМЗ», ВО «Електричні машини» тощо.
У 1992 році П. П. Говоров заснував наукову школу з електропостачання та освітлення міст.
У 2001 році під керівництвом професора В. В. Зоріна він захищає докторську дисертацію за темою: «Керування режимами розподільних електричних мереж міст на основі гнучких систем» у Національному університеті «Львівська політехніка», де неоціненну допомогу отримав від колективу кафедри електричних мереж та систем і персонально від професорів А. В. Журахівського, В. С. Перхача, П. Д. Лежнюка, В. В. Тісленко, М. С. Сегеди, П. Г. Стахіва та інших.
В Академії наук вищої освіти України Пилип Парамонович працює від 1992 року: 1993 року — учений секретар, від 1995 року — академік-секретар Відділення енергетики та ресурсозбереження, з 1997 року — керівник Харківського відділення та заступник керівника Східного наукового центру Академії наук вищої освіти України, з 2007 року — віце-президент, керівник сектору технічних наук. Завдяки зусиллям П. П. Говорова нині відділення енергетики та ресурсозбереження Академії наук вищої освіти України є одним з потужних відділень Академії, що спроможне розв'язувати завдання будь-якої складності. Дякуючи зусиллям П. П. Говорова та його наукової школи, а також за підтримки колективу відділення, вперше в історії АН ВОУ створено тематичний випуск «Вісника АН ВОУ» з енергетики та ресурсозбереження, розроблено низку концепцій та програм з енергозбереження, що забезпечило ознайомлення широкої енергетичної громадськості України з розробками академіків відділення і сприяло популяризації та впровадженню їх досягнень у виробництво.
Наукова діяльність Пилипа Парамоновича відзначена нагородами та подяками.

## Міжнародна діяльність
Із 2001 року розширилися межі міжнародної діяльність П. П. Говорова. Він є постійним учасником міжнародних конференцій зі світлотехніки (Болгарія, Угорщина, Польща, Німеччина тощо) та електроенергетики (Російська Федерація, Франція, Австрія, Греція, Сербія, Словаччина тощо).
У державах близького зарубіжжя П. П. Говорова знають як відомого фахівця-світлотехніка. Тісні зв'язки підтримуються ним з підприємствами «Міськсвітло» Ташкенту, Москви, Санкт-Петербургу, Нижнього Новгороду, Калінінграду тощо. Пилип Парамонович був організатором проведення першої в Україні міжнародної науково-технічної конференції з фізичних та технічних проблем світлотехніки та електроенергетики; організував випуск єдиного на той час в Україні міжнародного науково-технічного журналу «Світлотехніка та електроенергетика», який згодом було внесено до переліку ВАК наукових спеціалізованих видань України.
Серед досягнень П. П. Говорова — створення Національного світлотехнічного комітету України та введення України до складу Міжнародної комісії з освітлення, завдяки чому Україна стала повноправною тридцять дев'ятою світлотехнічною державою світу, рівною серед таких держав, як Німеччина, Англія, Франція, США, Японія, Нідерланди, Китай тощо.
За значний особистий внесок у розвиток світової світлотехніки та енергетичної науки у 2012 році П. П. Говорова обрано дійсним академіком Національної академії наук Республіки Сербської, де ним зроблено доповідь на тему «Освітлення майбутнього». Із 2017 року П. П. Говоров є керівником міжнародного проекту з НАН Молдови по розробці Smart-Grid систем для міських електричних мереж.

## Громадська діяльність
Професор П. П. Говоров веде активну роботу у багатьох громадських організаціях. Він є дійсним академіком АН ВОУ (1992 р.), віце-президентом Академії наук вищої освіти України, керівником секції технічних наук (2004 р.), головою Харківського регіонального відділення Академії наук вищої освіти України (2002 р.), керівником Центру енергоефективних технологій Харківської національної академії міського господарства (2006 р.), керівником Східного наукового центру Академії наук вищої освіти України (2013 р.), академіком-секретарем відділення «Енергетика та ресурсозбереження» (1992 р.), генерал-майором козацтва (генерал-осавул) Міжнародної Асоціації «Козацтво» (2006 р.), отаманом Харківського відділення Бунчукового козацького товариства Міжнародної Асоціації «Козацтво» (2006 р.), президентом Українського комітету з освітлення (2007 р.), членом Міжнародної комісії з освітлення (2008 р.), дійсним академіком Академії наук Республіки Сербської (2012 р.), засновником наукової школи з електропостачання та освітлення міст (1992 р.), організатором випуску і головним редактором міжнародного науково-технічного фахового журналу «Світлотехніка та електроенергетика» (2002 р.), головою редакційної ради журналу «Світло-LUX» (2005 р.). Член редколегій великої кількості журналів, оргкомітетів конференцій тощо.

## Публікації
Говоров П. П. — автор понад 500 наукових праць, серед яких:
• підручників — 2;
• навчальних посібників — 3;
• навчально-методичних видань та конспектів лекцій — 4;
• монографій — 3;
• наукових статей та тез доповідей — понад 450;
• винаходів — 24.

## Дозвілля
У вільний час любить рибалити, відвідувати баню, читати книжки, слухати музику (свого часу грав в оркестрі), полюбляє театр, філармонію. Активно займається спортом, має розряди (футбол, волейбол).